# Otto Rudorff
Otto August Friedrich Rudorff (* 9. Dezember 1845 in Lauenstein; † 22. November 1922 in Hamburg) war ein deutscher Rechtsgelehrter und Richter sowie Rechtsberater im japanischen Justizministerium in der Meiji-Ära.

## Leben
Otto Rudorff entstammte einer Juristenfamilie. Sein Vater war Anwalt, sein Onkel Adolf August Friedrich Rudorff Professor des Rechts an der Friedrich-Wilhelms-Universität Berlin. Nach dem Studium der Rechtswissenschaft an den Universitäten Göttingen, Heidelberg und Berlin legte Rudorff 1867 in Celle die erste juristische Prüfung ab. Während seines Studiums wurde er Mitglied der Burschenschaft Allemannia Heidelberg.
Nachdem Rudorff 1871 auch die große juristische Staatsprüfung bestanden hatte, wurde er Gerichtsassessor und arbeitete bis zu seiner Versetzung an das Landgericht Bonn im Februar 1872 als Polizeianwalt in Göttingen. Es folgten Stationen als Friedensrichter in Baumholder (1872), als Richter in Düsseldorf (1874), als Amtsrichter in Kassel (1879) und als Land- und Amtsrichter in Hannover (1881).
Im Jahre 1884 wurde Rudorff auf Empfehlung des Gesandten Japans in Berlin Aoki Shūzō an die Universität Tokyo gerufen, um dort Vorlesungen über römisches und öffentliches Recht zu halten. Jedoch wurde er schon 1885 von der Lehrtätigkeit an der Universität wieder entbunden und als Berater im Justizministerium angestellt um „auf Weisung des Justizministers rechtliche Fragen der Vorstände aller Gerichte, der Staatsanwaltschaften und der Abteilungen und Unterabteilungen des Justizministeriums zu beantworten und auf besondere Anordnung des Justizministers in allen Gerichten den Verhandlungen beizuwohnen und die Richter zu beraten oder sich gutachtlich zu äußern“.
 Rudorff hatte in dieser Zeit insbesondere Einfluss auf die Ausarbeitung des japanischen Gerichtsverfassungsgesetzes von 1890, welches in wesentlichen Teilen auf einen von ihm verfassten und an das deutsche Gerichtsverfassungsgesetz von 1877 angelehnten Entwurf zurückgeht.
Nach dem Ende seiner Tätigkeit in Japan kehrte Rudorff 1890 nach Deutschland zurück und arbeitete ab dem 1. Januar 1891 als Landgerichtsrat zunächst wieder am Landgericht Hannover, bevor er 1892 Landgerichtsdirektor in Elberfeld wurde. 1894 verließ Rudorff den preußischen Staatsdienst und wurde Oberlandesgerichtsrat am hanseatischen Oberlandesgericht in Hamburg, wo er bis zu seinem Eintritt in den Ruhestand am 1. März 1916 tätig war.

## Auszeichnungen
- Orden der aufgehenden Sonne 3. Klasse